# Davidești (gmina)
Davidești – gmina w Rumunii, w okręgu Ardżesz. Obejmuje miejscowości Conțești, Davidești i Voroveni. W 2011 roku liczyła 3111 mieszkańców.